# Пиценум
Пиценум (на старогръцки: Πικηνόν, Πικεντίνη; на латински: Picenum) e стара територия в Древен Рим и родно място на Помпей Велики и баща му Гней Помпей Страбон. Днес e Марке в Италия.

## История
Пиценум се намирала южно от Умбрия на Адриатическо море, от страната на Сабините разделена от Апенините с много реки. Жителите, наричани пицени (Picentes, Piceni, Picentini), (името идва от picus, кълвач, свещената птица на Марс), принадлежат към сабелиското народно племе и са смятани за мекушави и невойнствени. Освен това са намерени останки от по-старите населници сикули и лигури, като презморски преселници от пеласги (Orient Pelasger).
Пицените сключват през 299 г. пр.н.е. съюз с Рим, но отпадат от него през 269 г. пр.н.е., и в боевете след това са победени от консул Публий Семпроний Соф и след превземането на тяхната столица Аскулум попадат под римско господство. Съюзническата война 90 – 89 пр.н.е., в която пицените участват успешно, им донася получаването на римско гражданство.
Най-значителните градове на страната по време на римското господство са на брега:
Анкона (колония на Сиракуза), Фирмум и Каструм Новум (265 пр.н.е. основан от римляните); във вътрешността: Аскулум, Урбс Салвия и Интерамниум.